# Fimbulvetr
En la mitología nórdica, el Fimbulvetr es el preludio inmediato del Ragnarök, el fin del mundo nórdico.
Según se relata en Gylfaginning en la Edda prosaica, estos inviernos son seguidos uno de otro, sin veranos intermedios. Para este tiempo la nieve vendrá de todas direcciones y en la antigüedad se predecían batallas interminables entre los hombres, donde muchos morirían.
El mundo se llenará de contiendas, incluso con luchas en el seno de las familias, lo que cercena el corazón del pensamiento nórdico. Los vínculos éticos se disolverán. También se dice que:
Los hermanos lucharán, | y se darán muerte entre ellos,
y los hijos de las hermanas | mancharán los parentescos;
Dura será la tierra, | con gran adulterio.
Una era de hachas, una era de espadas, | de escudos destruidos
una era de vientos, una era de lobos, | antes de que el mundo se derrumbe;
Ni los hombres | se respetarán entre ellos.
Völuspá, estrofa 45, Edda poética
El prefijo fimbul- significa "el más grande", "gigantesco". El significado original de vetr es "invierno" (equivalente a vinter en los idiomas escandinavos continentales modernos y winter en inglés, neerlandés y alemán). Está relacionado también con el vocablo nórdico antiguo veðr, "tormenta" o "clima tormentoso" (y con las equivalencias modernas para "clima" en los idiomas germánicos: väder en sueco, Wetter en alemán, weather en inglés). Es así que Fimbulvetr significa "el más grande invierno".
En países del norte de Europa, como Suecia, Dinamarca y Noruega, el término fimbulvinter es usado coloquialmente para referirse a un invierno especialmente crudo.
Ha habido varias especulaciones sobre si este mito en particular tiene alguna conexión con el cambio climático que ocurrió en los países nórdicos al final de la Edad de Bronce nórdica, alrededor del 650 a. C. Antes de ello los países nórdicos tenían un clima algo más templado.

## Etimología
Fimbulvetr proviene del nórdico antiguo, que significa "horrible, gran invierno". El prefijo "fimbul" significa "gran/grande", por lo que la interpretación correcta de la palabra es "el gran invierno".